# 德島縣公安委員會
德島縣公安委員會（日语：／ Tokushimaken kō'an-i'inkai */?）是由德島縣知事所轄，負責管理德島縣警察的行政委員會，由3名委員組成。

## 委員
- 委員長
  - 玉置潔
- 委員
  - 森山節子
  - 水口和生

## 下部組織
- 德島縣警察

## 外部連結
- 徳島県公安委員会 （页面存档备份，存于）